# Segunda Categoría de Santa Elena 2019
El Campeonato Provincial de Fútbol de Segunda Categoría de Santa Elena 2019 fue un torneo de fútbol en Ecuador en el cual compitieron equipos de la Provincia de Santa Elena. El torneo está organizado por Asociación de Fútbol No Amateur de Santa Elena (AFNASE) y avalado por la Federación Ecuatoriana de Fútbol. El torneo empezó el 4 de mayo de 2019 y finalizó en el mes de julio de 2019. Participaron 3 clubes de fútbol y se entregó 1 cupo al zonal de ascenso de la Segunda Categoría 2019 por el ascenso a la Serie B, además el campeón se clasificó a la 1.ª fase de la Copa Ecuador 2020.

## Sistema de campeonato
El sistema determinado por la Asociación de Fútbol No Amateur de Santa Elena es el siguiente:
- Se jugarán dos etapas con los 3 equipos establecidos, en un todos contra todos ida y vuelta (6 fechas) cada etapa, dando un total de 12 fechas entre las dos etapas, al final el equipo que termine en primer lugar clasificará a los zonales de Segunda Categoría 2019 y a la primera fase de la Copa Ecuador 2020.

## Equipos participantes
| Equipos participantes                      | Equipos participantes | Equipos participantes |
| ------------------------------------------ | --------------------- | --------------------- |
|                                            |                       |                       |
| Equipo                                     | Ciudad                | Estadio               |
| Club Deportivo Juvenil Carlos Borbor Reyes | Salinas               | El Dorado             |
| Dreamers Fútbol Club                       | Santa Elena           | El Dorado             |
| Club Deportivo Sport Bilbao SV             | Anconcito             | El Dorado             |

## Equipos por cantón
| Cantón                                                                      | N.º | Equipos                                 |
| --------------------------------------------------------------------------- | --- | --------------------------------------- |
| Salinas                                                                     | 2   | - Carlos Borbor Reyes - Sport Bilbao SV |
| [[Archivo:\|20x20px\|border\|Bandera de Santa Elena (Ecuador)]] Santa Elena | 1   | - Dreamers FC                           |

## Clasificación
|                                                                 |    | Equipo              | PJ | PG | PE | PP | GF | GC | DG  | PTS |
| --------------------------------------------------------------- | -- | ------------------- | -- | -- | -- | -- | -- | -- | --- | --- |
|                                                                 | 1. | Carlos Borbor Reyes | 8  | 6  | 1  | 1  | 22 | 8  | +14 | 16  |
|                                                                 | 2. | Sport Bilbao        | 7  | 2  | 2  | 3  | 10 | 10 | 0   | 8   |
| [[Archivo:\|20x20px\|border\|Bandera de Santa Elena (Ecuador)]] | 3. | Dreamers FC         | 7  | 1  | 1  | 5  | 9  | 23 | -14 | 4   |

|  | Campeón y clasificado a los zonales de Segunda Categoría 2019 y la 1.ª fase de la Copa Ecuador 2020. |

## Evolución de la clasificación

### Primera vuelta
| Equipo / Jornada                                                            | 01 | 02 | 03 | 04 | 05 | 06 |
| --------------------------------------------------------------------------- | -- | -- | -- | -- | -- | -- |
| Carlos Borbor Reyes                                                         | 2  | 1  | 1  | 1  | 1  | 1  |
| Sport Bilbao                                                                | 3  | 3  | 3  | 2  | 2  | 2  |
| [[Archivo:\|20x20px\|border\|Bandera de Santa Elena (Ecuador)]] Dreamers FC | 1  | 2  | 2  | 3  | 3  | 3  |

### Segunda vuelta
| Equipo / Jornada                                                            | 07 | 08 | 09 | 10 | 11 | 12 |
| --------------------------------------------------------------------------- | -- | -- | -- | -- | -- | -- |
| Carlos Borbor Reyes                                                         | 1  | 1  | 1  | 1  | 1  | 1  |
| Sport Bilbao                                                                | 2  | 2  | 2  | 2  | 2  | 2  |
| [[Archivo:\|20x20px\|border\|Bandera de Santa Elena (Ecuador)]] Dreamers FC | 3  | 3  | 3  | 3  | 3  | 3  |

## Resultados

### Primera vuelta
| Sport Bilbao | 2 - 3 | Dreamers FC | El Dorado | 4 de mayo | 17:00 |

| Dreamers FC | 1 - 4 | Carlos Borbor Reyes | El Dorado | 11 de mayo | 17:00 |

| Carlos Borbor Reyes | 1 - 0 | Sport Bilbao | El Dorado | 18 de mayo | 16:15 |

| Sport Bilbao | 1 - 0 | Carlos Borbor Reyes | El Dorado | 25 de mayo | 16:15 |

| Carlos Borbor Reyes | 1 - 0 | Dreamers FC | El Dorado | 1 de junio | 16:15 |

| Dreamers FC | 1 - 1 | Sport Bilbao | El Dorado | 8 de junio | 16:15 |

### Segunda vuelta
| Sport Bilbao | 3 - 1 | Dreamers FC | El Dorado | 15 de junio | 17:30 |

| Dreamers FC | 2 - 3 | Carlos Borbor Reyes | El Dorado | 22 de junio | 16:15 |

| Carlos Borbor Reyes (C) | 3 - 2 | Sport Bilbao | El Dorado | 29 de junio | 17:00 |

| Sport Bilbao | 1 - 1 | Carlos Borbor Reyes | El Dorado | 6 de julio | 16:15 |

| Carlos Borbor Reyes | 9 - 1 | Dreamers FC | El Dorado | 13 de julio | 16:30 |

| Dreamers FC | - | Sport Bilbao | El Dorado | de julio |  |

## Campeón
| |
| |
| Carlos Borbor Reyes 5° Título Clasifica a los zonales de la Segunda Categoría 2019 Sport Bilbao jugará la 1.ª fase de la Copa Ecuador 2020. |